# Mohammed Al-Rumaihi
Mohammed Al-Rumaihi (en arabe : محمد الرميحي), né le 3 mars 1989 à Doha, est un tireur sportif qatarien.

## Carrière
Mohammed Al-Rumaihi est médaillé d'argent en trap par équipes aux Championnats d'Asie de tir 2014 à Al-Aïn et médaillé de bronze dans la même épreuve aux Championnats d'Asie de tir 2019 à Doha.
Il est nommé porte-drapeau de la délégation mongole, conjointement avec la rameuse Tala Abujbara, aux Jeux olympiques d'été de 2020 à Tokyo.